# Nagykolos
Nagykolos (1898-ig Kolos, szlovákul Veľký Klíž, korábban Klíž) község Szlovákiában, a Trencséni kerületben, a Simonyi járásban. Nagykolos, Apátkolos és Jánosújfalu egyesítésével jött létre.

## Fekvése
Simonytól 15 km-re délre fekszik.

## Neve
1900-ban a belügyminisztérium vezetésével megbízott miniszterelnök, 1900/ 63.436/1. szám alatt kelt rendelete Kolos-Hradistye község elnevezését Nagykolos formában állapította meg.

## Története

### Apátkolos
Apátkolost, más néven Kolos-Hradistyét 1230-ban említik először, de sokkal korábbi alapítású. 1244-ben "Clus", 1295-ben "Kolos", 1327-ben "Colos", "Clus" néven szerepel a korabeli forrásokban. A falu a kolosi apátsági uradalomhoz tartozott. A kolosi bencés apátságot 1074 és 1077 között alapították és 1562-ig állt fenn. A hagyomány szerint Szent László király alapította. 1332-ben a pápai tizedjegyzék is említi, apátja 10 márka jövedelem után adózott. A 16. század elejére a monostor veszélybe került, mert apátja Rómában személyesen kérte a pápát az apátság védelmére. II. Gyula pápa 1507-ben a garamszentbenedeki apátság védelme alá rendelte. Az apátság sorsa a század közepe táján pecsételődött meg. 1547-ben a Podmaniczkyek foglalták el és várépítésbe kezdtek. 1553-ban 3 portája adózott. 1559-ben már csak a templomot említik. Hetesi Pethe Márton kalocsai érsek és királyi helytartó 1603. szeptember 5-én kelt rendeletére Beliczky Tamást beiktatták kolosi birtokába. Az apátság birtokai előbb a domonkos rendre szálltak, majd 1615-től a nagyszombati jezsuiták kapták meg. 1715-ben 54 háza állt. 1755-ben 455 lelket számláltak a községben. 1828-ban 62 házában 434 lakos élt. 1850 előtt morvák telepedtek le a községben. A falu lakói főként földművesek, szőlészek, kádárok voltak. Asztalosüzem is működött a településen.
Nyitra vármegye monográfiájában "Kolos-Hradistye, Kolostól északra fekvő tót község 435 r. kath. vallású lakossal. Postája Kolos, táviró- és vasúti állomása Nagy-Bossány. Kath. temploma az Árpád-házi királyok idejéből való; építésének ideje ismeretlen, de 1332-ben már fennállott; ma is fallal van körülvéve. Kegyura a vallásalap. A faluhoz tartozó Vrchhován nevü erdőben a templáriusok egykori kolostorának és templomának romjai láthatók. Ugyanitt egy várszerü építkezésnek csekély maradványai is vannak. A község határában fekete- és fehérmárvány-bánya van. A község neve 1430-ban „Radycza” volt."

### Jánosújfalu
Jánosújfalut, más néven Kolos-Jeskófalut 1430-ban említik először, a kolosi uradalomhoz tartozott. Lakói földművelők, fuvarosok, seprűkészítők, faárugyártók voltak.
Nyitra vármegye monográfiájában "Kolos-Jeskófalu, Kolostól nyugotra fekvő tót falu 395 r. kath. vallásu lakossal. Postája Kolos, táviró- és vasúti állomása Nagy-Bossány. E falut „Jeskova” néven 1460-ban a Bossányiak alapították. Később a templáriusok birtokához tartozott, de a rend eltörlése óta a vallásalapítványra szállott. Lakosai a nyirfaseprő és a szuszák nevezetü parasztládák (hombárok) készítését űzik, mely háziipar szép mellékjövedelmet juttat nekik."

### Nagykolos
Nagykolost 1244-ben említik először, a kolosi bencés apátság birtokaként. 1553-ban 5 és fél portája adózott. 1775-ben 384 lakosa volt. 1828-ban 56 házában 388 lakos élt. A 19. században kocsigyártó műhely működött itt. Lakói faárukészítéssel, kőfaragással és egyéb kézművességgel foglalkoztak. A községben szabók és cipészek dolgoztak.
Nyitra vármegye monográfiájában "Nyitra-Kolos, a hasonnevü völgyben, a Tribecs-hegység alatt. Tót falu 523 r. kath. vallásu lakossal. Postája van, táviró- és vasúti állomása Nagy-Bossány. E község 1293-ban „Clus” néven említtetik. A faluban jó minőségü, feketetarka és alabástrom-fehérségü márványt adó bányák vannak, melyek rendszeres üzemben állanak. Lakosai a földmívelésen és márványfejtésen kivűl a seprő- és parasztláda-készítéssel foglalkoznak, mint jövedelmező háziiparral. Hajdan a község a templáriusok birtoka volt, most pedig közalapítványi birtok. A F. M. K. E kisdedóvót tart fenn a községben."
A trianoni békeszerződésig mindhárom település Nyitra vármegye Nyitrazsámbokréti járásához tartozott.
Ún. siska típusú kemence is ismert a faluból.

## Népessége
| Év:            | 1994. | 2004.    | 2014.   | 2024.   |
| -------------- | ----- | -------- | ------- | ------- |
| Emberek száma: | 1018  | 916      | 894     | 845     |
| Eltérés:       |       | -10,01 % | -2,40 % | -5,48 % |

| Év:            | 2023. | 2024.   |
| -------------- | ----- | ------- |
| Emberek száma: | 847   | 845     |
| Eltérés:       |       | -0,23 % |

1910-ben Nagykolosnak 670, Apátkolosnak 515, Jánosújfalunak 361, túlnyomórészt szlovák anyanyelvű lakosa volt.
2001-ben 945 lakosából 939 szlovák volt.
2011-ben 921 lakosából 875 szlovák volt.

## Nevezetességei
- Az apátkolosi temetőben álló Mihály arkangyal templom a 11. században épült, 1828-ig volt használatban, ezután pusztulásnak indult. 1936-ban építették újjá. Kis méretei miatt nem tartozhatott a korábbi apátsághoz, valószínűleg nemzetségi templom volt. Tornyának formája teljesen szokatlan ezen a vidéken.
- A kolosi bencés apátság romjai, a kolostor a 16. században pusztult el.
- Római katolikus temploma 1801 és 1803 között épült klasszicista stílusban, a korábbi templom helyén.